# Rhamdioglanis frenatus
Rhamdioglanis frenatus är en fiskart som beskrevs av Ihering, 1907. Rhamdioglanis frenatus ingår i släktet Rhamdioglanis och familjen Heptapteridae. Inga underarter finns listade i Catalogue of Life.